# Alice Stopford Green

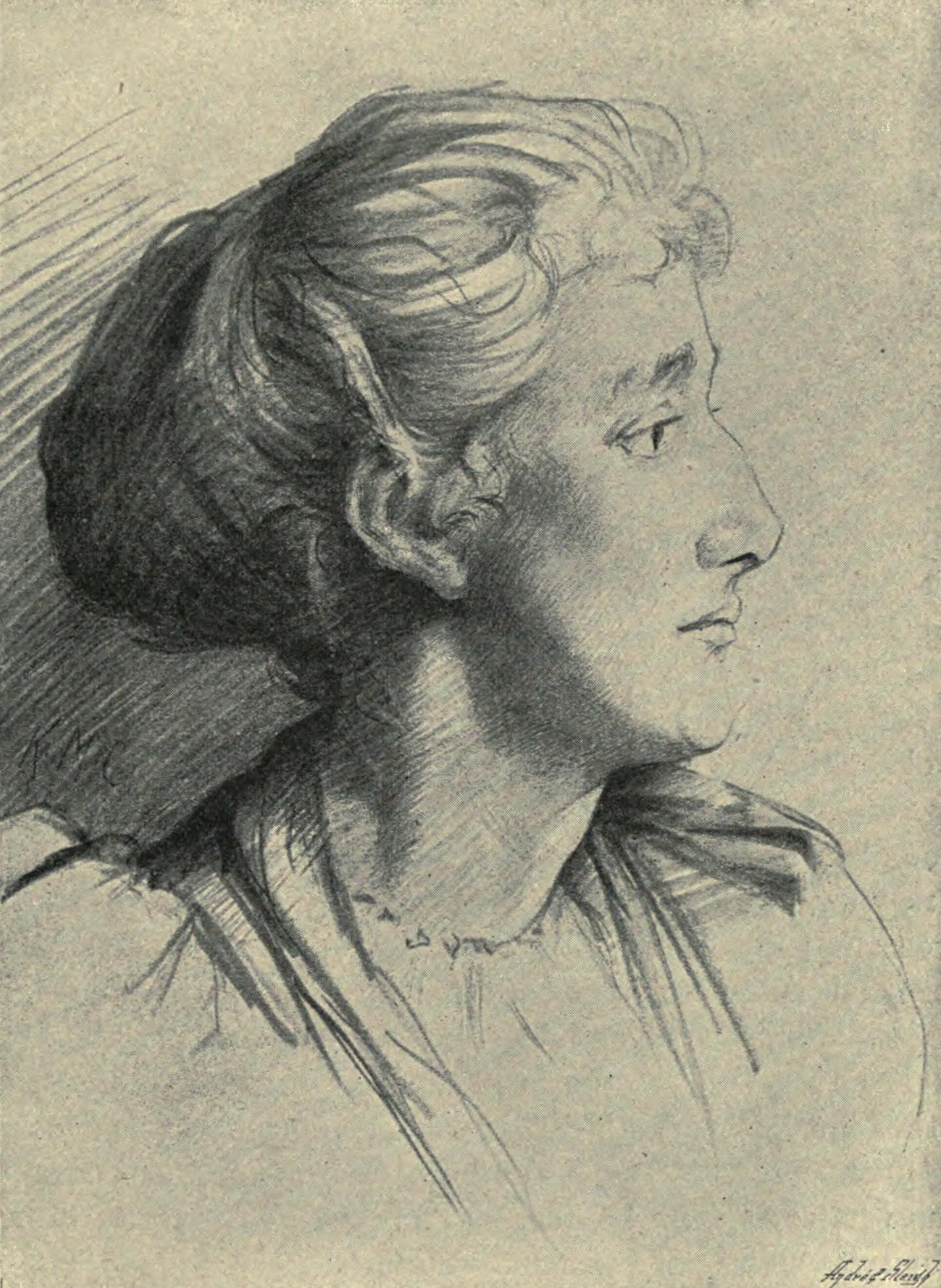
Retrat d'Alice Stopford Green

Alice Stopford Green (30 maig 1847 - 28 maig 1929) va ser una historiadora i nacionalista irlandesa.